# کریس گیبسون

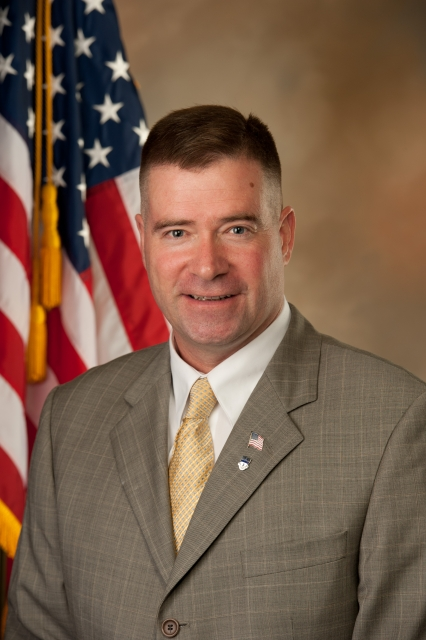
کریس گیبسون

کریس گیبسون (به انگلیسی: Chris Gibson) نمایندهٔ حوزه انتخابیه نوزدهم نیویورک از حزب جمهوری‌خواه ایالات متحده آمریکا در مجلس نمایندگان ایالات متحده آمریکا است که برای نخستین‌بار در ۲۴ ژانویه ۲۰۱۱ میلادی به‌عضویت این مجلس درآمد.